# Иовский, Пётр Алексеевич
Пётр Алексеевич Иовский (1798 — после 1836) — русский юрист, профессор Московского университета. Брат А. А. Иовского.

## Биография
Родился в семье священника. Окончил Воронежскую духовную семинарию (1818) и Московский университет (1822). Получил звание магистра нравственных и политических наук (1827). В 1835 году назначен экстраординарным профессором и стал читать на философском факультете Московского университета политическое, народное и государственное право.
Он автор книг: «О монархическом правлении» (М., 1826), «Последняя война с Турциею, заключающая в себе кампанию 1828 и 1829 годов в Европейской и Азиатской Турции и на Кавказе» (СПб., 1830), «Элизиум» (1832, М.), «Записки о природе, человеке и обществе» (М., 1845).